# Chares
Chares was een Atheense generaal uit de vierde eeuw v.Chr. Hij was zoon van Kleochares, een van de beroemde Atheense legeraanvoerders. Chares vocht in de vele oorlogen waarin Athene in 367 v.Chr. verwikkeld was en had de leiding over het leger tijdens de Bondgenotenoorlog (357-355 v.Chr.). Hij ondersteunde de satraap Artabazus die tegen de Perzische koning Artaxerxes III in opstand was gekomen. Nadat Artabazus in ere was hersteld, keerde hij naar Athene terug en vocht tegen Philippus II van Macedonië. Ondanks enkele overwinningen bleek bij de slag bij Chaeronea in 338 v.Chr. niet tegen de Macedonische tactiek opgewassen. In 335 v.Chr. trok Chares zich naar Sigeum aan de Hellespont terug en trad in dienst bij de Perzische koning Darius III. In 333 v.Chr. streed hij tegen Alexander de Grote op de Egeïsche Zee. Met 2000 man behield hij Mytilini tot hij in 332 v.Chr. moest capituleren. Bekend om zijn moed, was hij dat ook om zijn roof- en hebzucht. Hij overleed waarschijnlijk voor 324 v.Chr.